# Gøtu kirkja (ældre)
Gøtu kirkja, (eldra) er en kirke på Færøerne i bygden Norðragøta på Eysturoy. Den hører til Færøernes folkekirke.
Den er en typisk færøsk trækirke fra 1833. Da kirken kun har 150 siddepladser, blev der i 1995 opført en nye kirke Gøtu kirkja i Gøtugjógv og trækirken Norðragøta bruges nu kun ved særlige lejligheder.
Det er ikke den første kirke på stedet. Der har været kirke siden starten af 1700-tallet. Den første kirke stod indtil 1724, hvor man byggede en ny. Den blev taget af stormen i 1740, så man måtte bygge en ny. Denne kirke stod til 1833, hvor man byggede den nuværende kirke. Den blev indviet d. 22 september af Niels Johnsen Struer.
Den var oprindelig 11,30 meter i længden og 6,45 meter i bredden, men blev forlænget i 1860 til 14,90 meter. Den ligger tæt ud til fjorden omgivet af en stenmur. Den er opført i sorttjæret tømmer, tækket med græstørv. Under dette græstørv var der tidligere birkebark, men det er nu erstattet med metalplader. Over taget ligger lægter der er samlet over tagrygningen. Tagrytteren i vestenden er hvidmalet med pyramidespir. I sydsiden, under tagrytteren, sidder indgangsdøren, der er hvidmalet ligesom vinduerne, 6 vinduer i syd og 7 i nord. Alle vinduerne har skodder, der kan slåes op nedefra. I korgavlen sidder der to vinduer og et i vestgavlen.
Indvendigt er kirken ubemalet og har åbent tagstol. I forkirken hænger en tavle med kirkens opførselsår.
Koret er adskilt fra det øvrige kirkerum af et korgitter, dog uden udskårede symboler.
Alterbilledet forestiller Jesu opstandelse og teksten "Kvinde, hvorfor græder du" nedenunder.
Døbefonten er ottekantet på seks ben. Fonten har låg og heri ligger et tinfad med indskriften: "Giøtte kirke anno 1748".
Prædikestolen står i kvindesiden op mod korgitteret og trappen har samme udskæringer som i korgitteret.